# Avoiuli

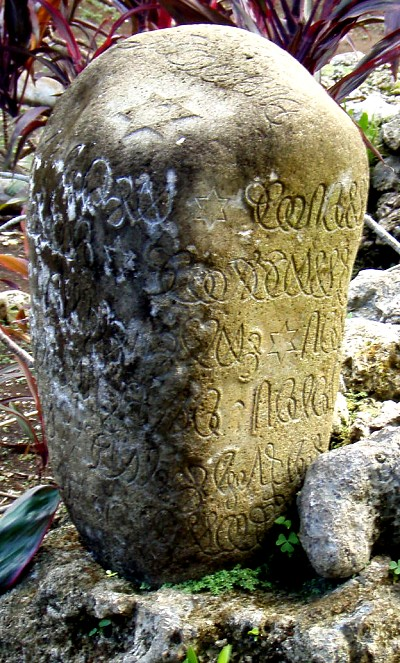
Pedra com gravação em escrita Avoiuli

A escrita Avoiuli é usada pelos membros do movimento da Nação Turaga da de Pentecostes (ilha), Vanuatu, para escrever a língua raga. Seu nome vem de avoi (falar a respeito) e uli (desenho-pintura) e foi desenvolvida num recente trabalho que durou 14 anos pelo chefe tribal Viraleo Boborenvanua. Tem como base os desenhos em areia tradicionais em Vanuatu. È uma escrita alternativa ao alfabeto latino e pode ser usada por outras línguas de Vanuatu, além do Raga: Apma, Bislama e Inglês.
Consiste em letras de A até Z, mais numerais e outros símbolos, podendo ser escrita da esquerda para a direita ou da direita para a esquerda, uma vez que os símbolos em sua maioria simétricos. Um único traço contínuo pode ser usado para escrever toda uma palavra. Alguns consideram sua simbologia como baseada na escrita Latina. A escrita é caracterizada por muitas curvas suaves e sinuosas.
A escrita Avoiuli é ensinada numa escola particular Turaga de Lavatmanggemu, no noroeste de Pentecostes, sendo usada para registrar posses no Banco indígena  Tangbunia (Tari Bunia Bank), que lida com tradicionais formas de riquezas tais como tapetas, conchas, presas de javalis.